# أذينة عشبية ريحية (نويع الشائكة)
الأذينة العشبية الريحية نويع الشائكة (باللاتينية: Phlomis herba-venti subsp. pungens) نويع نباتي من نوع الأذينة العشبية الريحية يتبع جنس الأذينة من الفصيلة الشفوية.

## الموئل والانتشار
موطنها بلاد الشام والمغرب العربي والبلقان وحوض البحر الأسود.

## الوصف النباتي
النبات شجيرة معمرة يصل ارتفاعها إلى 70 سم. الأزهار بنفسجية.

## مرادفات للاسم العلمي
- (باللاتينية: Phlomis pungens Willd.)
- (باللاتينية: Phlomis mesopotamica Boiss.)
- (باللاتينية: Phlomis pseudopuogens Knorring)
- (باللاتينية: Phlomis reticulata Raf.)
- (باللاتينية: Phlomis seticalycina Nábelek)
- (باللاتينية: Phlomis taurica Hartwiss ex Bunge)